# José Antonio Garzón Roger
José Antonio Garzón Roger (Xelva, Serrans, 1963), és un historiador dels escacs i periodista valencià, que ha investigat sobre l'origen dels escacs occidentals moderns.
Garzón, a la seva obra "En pos del incunable perdido", editada el 2001, hi sosté la tesi que el "Llibre dels jochs partits dels schacs en nombre de 100", editat a València el 1495 pel jueu convers Francesc Vicent, i del qual no se'n conserva actualment cap exemplar, fou el primer llibre imprès dels escacs en què el joc adopta la forma actual, amb les regles modernes, en contra de la tesi més habitual d'altres historiadors dels escacs, que sostenen que el primer llibre dels escacs moderns fou el de Luis Ramírez de Lucena de 1497.
A partir de la consulta de diversos manuscrits d'escacs del període 1450-1530, que haurien pogut tenir relació amb Vicent, va recuperar, suposadament, totes les posicions que constaven al llibre de 1495, donant suport a la seva tesi que es tracta de la primera obra impresa de difusió dels escacs amb les reglres modernes. També ha aportat proves de la datació del poema Escacs d'amor, escrit pels valencians Francesc de Castellví, Narcís Vinyoles i Bernat Fenollar, el 1475, i que és el primer document conservat en què es descriu el moviment modern de la dama.

## Obres
- Castellví, Francí de; Vinyols, Narcís; Fenollar, Bernat (1475), (Scachs d'amor). El poema Scachs d'amor: (siglo XV): primer texto conservado sobre ajedrez moderno / análisis y comentarios por Ricardo Calvo. (Pròleg de José Antonio Garzón Roger). Editorial Jaque XXI, Madrid. ISBN 84-923279-3-6
- Garzón, José Antonio (2001), En pos del incunable perdido. Francesch Vicent: Llibre dels jochs partitis dels schachs, Valencia, 1495. (Pròleg del Dr. Ricardo Calvo). Biblioteca Valenciana. ISBN 84-482-2860-X
- Garzón, José Antonio (2005), El regreso de Francesch Vicent: la historia del nacimiento y expansión del ajedrez moderno. (Pròleg d'Anatoli Kàrpov). Generalitat Valenciana, Conselleria de Cultura, Educació i Esport: Fundació Jaume II el Just, València. ISBN 84-482-4193-2
- Garzón, José Antonio (2005), The Return of Francesch Vicent: the history of the birth and expansion of modern chess; translated by Manuel Pérez Carballo. (Foreword Anatali Karpov). Generalitat Valenciana, Consellería de Cultura, Educació i Esport: Fundación Jaume II el Just, Valencia. ISBN 84-482-4194-0